# Denny Crum
Denzel Edwin "Denny" Crum, (San Fernando, California; 2 de marzo de 1937-9 de mayo de 2023) fue un entrenador de baloncesto estadounidense que ejerció en la Universidad de Louisville durante treintra años.

## Trayectoria
- UCLA (1959-1960), (Ayudante)
- L.A. Pierce College (1962-1964), (Ayudante)
- L.A. Pierce College (1964-1968)
- UCLA (1968-1971), (Ayudante)
- Universidad de Louisville (1971-2001)
- Estados Unidos (1987)